# Kociss
Kociss es una historieta italiana del Oeste de la casa Edizioni Audace (hoy Sergio Bonelli Editore), creada por Gian Luigi Bonelli en 1957. Los dibujos son de Emilio Uberti.
Fueron publicados 45 números en la colección Collana Audace, divididos en tres series.

## Argumento
El protagonista de la historieta, Kociss, se basa en Cochise, el jefe de los apaches chiricahua realmente existido. Es un hombre valiente que se bate contra las prepotencias de los blancos y de cualquier enemigo de su pueblo.